# Scoot McNairy
John Marcus „Scoot” McNairy (n. 11 noiembrie 1977, Dallas, Texas, SUA) este un actor și producător de film american. Este  cel mai cunoscut pentru rolurile din Monștrii, Argo, Ucide-i cu tandrețe (Killing Them Softly), 12 ani de sclavie, Fata dispărută și Batman vs. Superman: Zorii dreptății.

## Filmografie

### Film
| An   | Titlu                                 | Rol                             | Note           |
| ---- | ------------------------------------- | ------------------------------- | -------------- |
| 2001 | Wrong Numbers                         | Russell                         |                |
| 2002 | Plugged In                            |                                 | Scurtmetraj    |
| 2003 | Sexless                               | Ryan                            |                |
| 2003 | Crimele din Wonderland                | Jack                            |                |
| 2003 | Silenced                              | Friend 1                        | Scurtmetraj    |
| 2004 | D.E.B.S.                              | Stoner                          |                |
| 2004 | White Men in Seminole Flats           | Dale                            | Scurtmetraj    |
| 2004 | Sleepover                             | DJ at Club                      |                |
| 2005 | Herbie: Fully Loaded                  | Augie                           |                |
| 2006 | Marcus                                | Charles                         |                |
| 2006 | Art School Confidential               | Army-Jacket                     |                |
| 2006 | Bobby                                 | Beatnik                         |                |
| 2006 | The Shadow Effect                     | Harold Grey                     | Scurtmetraj    |
| 2006 | Mr. Fix It                            | Dan                             |                |
| 2007 | In Search of a Midnight Kiss          | Wilson                          | Producer       |
| 2007 | Blind Man                             | Sparky Collins                  |                |
| 2008 | Wednesday Again                       | Peter                           |                |
| 2009 | Shipping and Receiving                | Steve Porter                    | Scurtmetraj    |
| 2009 | Cop Out                               | Mike Singbush                   | Scurtmetraj    |
| 2009 | The Resurrection of Officer Rollins   | Shooter                         | Scurtmetraj    |
| 2009 | Mr. Sadman                            | Stevie                          |                |
| 2010 | Wreckage                              | Frank Jeffries                  |                |
| 2010 | Everything Will Happen Before You Die | Matt                            |                |
| 2010 | Monștrii                              | Andrew Kaulder                  |                |
| 2010 | Wes and Ella                          | Wes                             |                |
| 2011 | Amor Fati                             | Teddy                           | Scurtmetraj    |
| 2011 | The Off Hours                         | Corey                           |                |
| 2011 | A Night in the Woods                  | Brody Cartwright                |                |
| 2011 | Angry White Man                       | Walt                            |                |
| 2012 | Killing Them Softly                   | Frankie                         |                |
| 2012 | Argo                                  | Joe Stafford                    |                |
| 2012 | Tărâmul făgăduinței                   | Jeff Dennon                     |                |
| 2013 | Atingere vindecătoare                 | Jesse                           |                |
| 2013 | Dragon Day                            | Phil                            |                |
| 2013 | 12 ani de sclavie                     | Brown                           |                |
| 2014 | Non-Stop                              | Tom Bowen                       |                |
| 2014 | Marvel One-Shot: All Hail the King    | Jackson Norriss                 | Scurtmetraj    |
| 2014 | Drumul spre răzbunare                 | Henry                           |                |
| 2014 | Frank                                 | Don                             |                |
| 2014 | Fata dispărută                        | Tommy                           |                |
| 2014 | Marea Neagră                          | Daniels                         |                |
| 2015 | Brandul nostru este criza             | Rich                            |                |
| 2016 | Batman vs. Superman: Zorii dreptății  | Wallace Keefe                   |                |
| 2017 | Sleepless                             | Rob Novak                       |                |
| 2017 | În căutarea răzbunării                | Jacob "Jake" Bonanos            |                |
| 2017 | War Machine                           | Sean Cullen                     |                |
| 2018 | Moștenirea vânătorului de căprioare   | Greg                            |                |
| 2018 | Capcana                               | Ethan                           |                |
| 2019 | A fost odată la... Hollywood          | Bruce Dern/Business Bob Gilbert |                |
| 2019 | Părțile care se pierd                 | Ronnie                          |                |
| 2020 | Fără zgomot 2                         | Marina Man                      | Cameo          |
| 2021 | C'mon C'mon                           | Paul                            |                |
| 2022 | Taurus                                | Ray                             |                |
| 2022 | Lyle, Lyle, Crocodile                 | Mr. Primm                       | Filmări        |
| 2022 | Blonde                                |                                 | Post-producție |
| 2022 | Luckiest Girl Alive                   |                                 | Post-producție |

### Televiziune
| An        | Titlu                          | Rol                              | Note                                                                                     |
| --------- | ------------------------------ | -------------------------------- | ---------------------------------------------------------------------------------------- |
| 2004      | Good Girls Don't...            | Henry                            | Episodul: "My Best Friend Is a Big Fat Slut"                                             |
| 2005      | Six Feet Under                 | Trevor                           | Episodul: "All Alone"                                                                    |
| 2005      | Close to Home                  | T.J.                             | Episodul: "Meth Murders"                                                                 |
| 2006      | More, Patience                 | Jake                             | Film TV                                                                                  |
| 2006      | Murder 101                     | Panache                          | Film TV                                                                                  |
| 2006      | Jake in Progress               | Dean Thomas Stilton              | episoade: "Eyebrow Girl vs. Smirk Face" "The Hot One"                                    |
| 2007      | How I Met Your Mother          | Fast Food Worker                 | Episodul: "Something Blue"                                                               |
| 2007–2011 | Bones                          | Noel Liftin                      | episoade: "The Secret in the Soil" "The Man in the Outhouse" "The Daredevil in the Mold" |
| 2008      | Murder 101: New Age            | Panache                          | Film TV                                                                                  |
| 2008      | The Shield                     | Doug Obermyer                    | Episodul: "Snitch"                                                                       |
| 2008      | My Name Is Earl                | Bed Bug                          | Episodul: "Quit Your Snitchin'"                                                          |
| 2008      | Eleventh Hour                  | Rudy Callistro                   | Episodul: "Surge"                                                                        |
| 2009      | CSI: Crime Scene Investigation | Vitas Long                       | Episodul: "Lover's Lanes"                                                                |
| 2011      | The Whole Truth                | Larry Thompson                   | Episodul: "Lost in Translation"                                                          |
| 2013–2015 | Axe Cop                        | Scoot / Sun Thief (voce)         | 3 episoade                                                                               |
| 2014–2017 | Halt and Catch Fire            | Gordon Clark                     | Rol principal; 40 episoade                                                               |
| 2017      | Fargo                          | Maurice LeFay                    | 2 episoade                                                                               |
| 2017      | Godless                        | Bill McNue                       | Miniserial; 7 episoade                                                                   |
| 2018–2021 | Narcos: Mexico                 | D.E.A Special Agent Walt Breslin | 20 episoade                                                                              |
| 2019      | True Detective                 | Tom Purcell                      | Sezonul 3                                                                                |
| 2020      | Love Life                      | Bradley Field                    | 2 episoade                                                                               |
| 2020      | The Comey Rule                 | Rod Rosenstein                   | Miniserial                                                                               |

| An   | Titlu                        | Note        |
| ---- | ---------------------------- | ----------- |
| 2007 | In Search of a Midnight Kiss |             |
| 2012 | Please, Alfonso              | Scurtmetraj |
| 2013 | Straight A's                 |             |
| 2014 | Frank and Cindy              |             |